# Машкино (Суджанский район)
Машкино — деревня в Суджанском районе Курской области России. Входит в состав Погребского сельсовета.

## География
Деревня находится на юго-западе Курской области, в пределах Обоянской гряды, в юго-западной части Среднерусской возвышенности, в лесостепной зоне, на берегах реки Ивницы, на расстоянии примерно 25 километров (по прямой) к северу от города Суджи, административного центра района. Абсолютная высота — 215 метров над уровнем моря.
Климат
Климат характеризуется как умеренно континентальный, с тёплым летом и умеренно холодной зимой. Среднегодовая температура — 5,9 °C. Средняя температура воздуха самого тёплого месяца (июля) — 19,6 °C (абсолютный максимум — 39 °C); самого холодного (января) — −7,9 °C (абсолютный минимум — −37 °C). Безморозный период длится в течение 155 дней. Среднегодовое количество атмосферных осадков составляет 639 мм.
Часовой пояс
Деревня Машкино, как и вся Курская область, находится в часовой зоне МСК (московское время). Смещение применяемого времени относительно UTC составляет +3:00.

## Население
| 2002 | 2010 |
| ---- | ---- |
| 40   | ↘7   |

Половой состав
По данным Всероссийской переписи населения 2010 года в половой структуре населения мужчины составляли 57,1 %, женщины — соответственно 42,9 %.
Национальный состав
Согласно результатам переписи 2002 года, в национальной структуре населения русские составляли 100 %.

## Инфраструктура
Личное подсобное хозяйство. В деревне 45 домов.

## Транспорт
Машкино находится в 1,5 км от автодороги регионального значения 38К-024 (Льгов — Суджа), в 8,5 км от автодороги межмуниципального значения 38Н-453 (38К-024 — Погребки), в 5,5 км от автодороги 38Н-445 (38К-024 — Дьяковка), в 3,5 км от автодороги 38Н-446 (38К-024 — Ивница), в 13,5 км от ближайшей ж/д станции Локинская (линия Льгов I — Подкосылев).
В 127 км от аэропорта имени В. Г. Шухова (недалеко от Белгорода).